# D619 (Haute-Marne)
De D619 is een departementale weg in het Oost-Franse departement Haute-Marne. De weg loopt van de grens met Aube via Chaumont naar Rolampont, ten noorden van Langres. In Aube loopt de weg als D619 verder naar Troyes en Parijs.

## Geschiedenis
Oorspronkelijk was de D619 onderdeel van de N19. In 2006 werd de weg overgedragen aan het departement Haute-Marne, omdat de weg geen belang meer had voor het doorgaande verkeer vanwege de parallelle autosnelweg A5. De weg is toen omgenummerd tot D619.